# Phim khoa học viễn tưởng

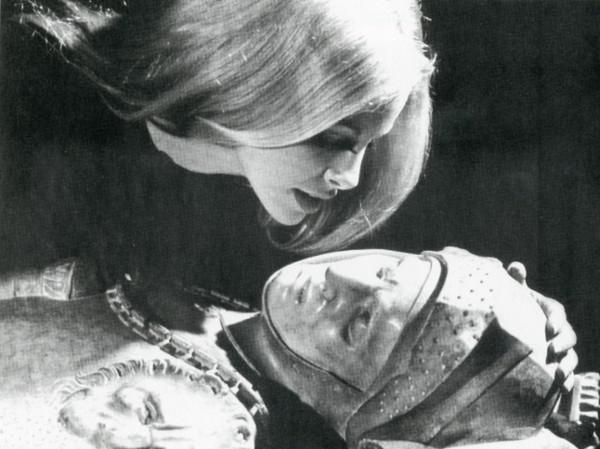
Phim khoa học viễn tưởng

Phim khoa học viễn tưởng/ giả tưởng (hoặc sci-fi, viết tắt của từ Science fiction) là một thể loại phim sử dụng những mô tả mang tính tiên đoán và hư cấu dựa trên khoa học về các hiện tượng mà khoa học chính thống không chấp nhận đầy đủ như sinh vật ngoài Trái Đất, thế giới người ngoài hành tinh, ngoại cảm và du hành thời gian cùng với các yếu tố tương lai như tàu vũ trụ, robot, sinh vật cơ khí hóa, du hành liên sao hoặc các kỹ thuật khác. Phim khoa học viễn tưởng thường được sử dụng để tập trung vào các vấn đề chính trị hoặc tệ nạn xã hội, và để khám phá các vấn đề triết học như điều kiện con người. Trong nhiều trường hợp, các ý tưởng bắt nguồn từ các tác phẩm khoa học viễn tưởng có thể được sử dụng bởi các nhà làm phim kém cỏi hoặc không quan tâm đến các tiêu chuẩn khoa học hợp lý và logic mà các tác phẩm khoa học viễn tưởng đã cố gắng tuân thủ.
Thể loại đã tồn tại từ những năm đầu của phim câm, khi phim Chuyến đi tới Mặt Trăng của Georges Melies (1902) đã sử dụng các hiệu ứng nhiếp ảnh ảo giác. Ví dụ điển hình tiếp theo của thể loại này là bộ phim Metropolis (1927) - là bộ phim khoa học viễn tưởng đầu tiên có độ dài trên 40 phút (feature length). Từ những năm 1930 đến những năm 1950, thể loại này bao gồm chủ yếu là phim loại B chi phí thấp. Sau bộ phim bước ngoặt của Stanley Kubrick - 2001: A Space Odyssey (1968), thể loại phim khoa học viễn tưởng đã được coi trọng hơn. Vào cuối những năm 1970, những phim khoa học viễn tưởng có thu nhập cao đã trở nên phổ biến với khán giả sau thành công của phim Star Wars và mở đường cho những bộ phim bom tấn thuộc thể loại này của những thập kỷ tiếp theo.

## Sách tham khảo
- Luca Bandirali, Enrico Terrone, Nell'occhio, nel cielo. Teoria e storia del cinema di fantascienza, Turin: Lindau, 2008, ISBN 978-88-7180-716-4.
- Welch Everman, Cult Science Fiction Films, Citadel Press, 1995, ISBN 0-8065-1602-X.
- Peter Guttmacher, Legendary Sci-Fi Movies, 1997, ISBN 1-56799-490-3.
- Phil Hardy, The Overlook Film Encyclopedia, Science Fiction. William Morrow and Company, New York, 1995, ISBN 0-87951-626-7.
- Richard S. Myers, S-F 2: A pictorial history of science fiction from 1975 to the present, 1984, Citadel Press, ISBN 0-8065-0875-2.
- Gregg Rickman, The Science Fiction Film Reader, 2004, ISBN 0-87910-994-7.
- Matthias Schwartz, Archeologies of a Past Future. Science Fiction Films from Communist Eastern Europe, in: Rainer Rother, Annika Schaefer (eds.): Future Imperfect. Science – Fiction – Film, Berlin 2007, pp. 96–117. ISBN 978-3-86505-249-0.
- Dave Saunders, Arnold: Schwarzenegger and the Movies, 2009, London, I. B. Tauris
- Errol Vieth, Screening Science: Context, Text and Science in Fifties Science Fiction Film, Lanham, MD and London: Scarecrow Press, 2001. ISBN 0-8108-4023-5